# Klaus Gruner
Klaus Gruner, född den 22 augusti 1952 i Frankenhausen utanför Crimmitschau, Tyskland, är en östtysk handbollsspelare.
Han tog OS-guld i herrarnas turnering i samband med de olympiska handbollstävlingarna 1980 i Moskva.